# 蚌蛱蝶属
蚌蛱蝶属（学名：Peria）是蛱蝶科的一属。

## 下属物种
本属包括以下物种：
- Peria lamis Cramer, 1782